# Calosoma eversmanni
Calosoma eversmanni is een keversoort uit de familie van de loopkevers (Carabidae). De wetenschappelijke naam van de soort is als Calosoma ewersmanni voor het eerst geldig gepubliceerd in 1850 door Chaudoir.
De lengte van de kever is 19 tot 27 millimeter, hij is brachypteer (kan niet vliegen). De imago is vooral in april en mei te vinden.
De soort is endemisch in Turkije en leeft op hoogtes tussen 1200 en 1700 meter boven zeeniveau.